# Everything Will Be OK
Everything Will Be OK (deutsch Alles wird gut) ist ein französisch-kambodschanischer Dokumentarfilm von Rithy Panh aus dem Jahr 2022. Das Werk behandelt die Themen Totalitarismus, Demokratie und eine neue Art von Kommunikation und wurde auch als apokalyptische Moralgeschichte beschrieben.
Die Uraufführung des Films fand im Februar 2022 im Rahmen der 72. Internationalen Filmfestspiele Berlin statt.

## Inhalt
Der Film geht mit Dioramen der Frage nach, wie eine Welt aussehen würde, in der die Tiere an die Macht kämen. Würden sie sich wie Menschen verhalten? Würden Tiere ähnliche Fehler begehen, um Macht kämpfen oder Terrordiktaturen aufbauen? Oder würde mehr Frieden auf der Welt herrschen? Und was würden die Kunstwerke von Tieren symbolisieren?
Nach der Unterwerfung der Menschen lassen die Tiere ihre Denkmäler stürzen und neue errichten. Diese sollen den Volkswillen unterdrücken. Die Tiere kehren die Gräuel des 20. Jahrhunderts um und begehen neue. Auch sichten Tierfiguren die Filmarchive der Menschen.

## Hintergrund

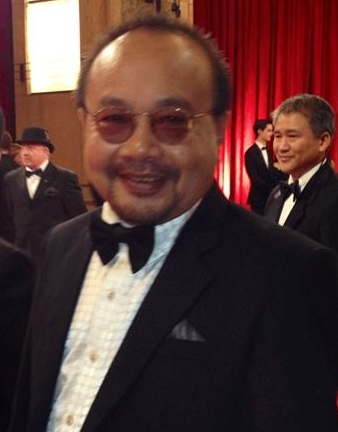
Filmemacher Rithy Panh (2014)

Für Rithy Panh ist Everything Will Be OK die 24. Regiearbeit. Auch trat er bei dem Film als Drehbuchautor und Filmeditor in Erscheinung. Den Titel entnahm er vom Aufdruck eines T-Shirts, das ein Jugendlicher trug, der im Frühjahr 2021 im Zuge der Proteste gegen den Militärputsch in Myanmar ums Leben kam.
Angelehnt an seinen Film Das fehlende Bild (2013) soll Everything Will Be OK Puppenfiguren in den Mittelpunkt stellen. Bei vielen von ihnen handle es sich um Tierfiguren im Stil von George Orwells Farm der Tiere (1945) oder den im 17. Jahrhundert veröffentlichten Fabeln von La Fontaine. Bei dem Projekt arbeitete Panh mit seiner langjährigen Produzentin Catherine Dussart zusammen. Dussart zufolge behandle das Werk die Themen Totalitarismus, Demokratie sowie eine neue Art der Kommunikation. Bei der Präsentation des Berlinale-Programms wurde der Film als „apokalyptische Moralgeschichte“ beschrieben.

## Veröffentlichung
Die Premiere von Everything Will Be OK fand am 12. Februar 2022 bei der Berlinale statt.

## Auszeichnungen
Mit Everything Will Be OK konkurrierte Rithy Panh zum zweiten Mal nach 2020 um den Goldenen Bären, den Hauptpreis der Berlinale. Dort erhielt er den Silbernen Bären für eine herausragende künstlerische Leistung.